# Jugosłowiańska Lewica
Jugosłowiańska Lewica (serb. Jugoslovenska Levica / Југословенска левица, JUL) – serbska partia polityczna o profilu komunistycznym.

## Historia
Partia powstała w 1994 z połączenia 19 niewielkich organizacji skrajnej lewicy. Formalnym przewodniczącym został działacz kulturalny Ljubiša Ristić, faktycznie ugrupowaniem kontrolowała Mirjana Marković, żona Slobodana Miloševicia. Powołanie JUL pozostawało pod ścisłą kontrolą lidera Socjalistycznej Partii Serbii i jego małżonki. Ugrupowanie miało odwoływać się do wyborców popierających federację, którym nie odpowiadał serbski nacjonalizm SPS. Partia utrzymywała bliskie kontakty z ugrupowaniami komunistycznymi z Chin, Kuby i Korei Północnej. JUL w pierwszych wyborach startowała w koalicji z socjalistami i Nową Demokracją. Uzyskała w 1996 około 10 mandatów w parlamencie federalnym, a w 1997 20 miejsc w Skupsztinie. Jugosłowiańska Lewica całkowicie utraciła na znaczeniu po obaleniu Slobodana Miloševicia. W wyborach krajowych w 2000 JUL otrzymała niespełna 0,4% głosów. Po aresztowaniu jej męża Mirjana Marković, zagrożona własnym procesem karnym, wyjechała do Rosji. Partia wystartowała jeszcze w wyborach w 2003 (około 0,1% głosów), po czym została w tym samym roku rozwiązana.